# Leo Boccardi
Leo Boccardi (San Martino in Pensilis, província de Campobasso, 15 de abril de 1953) é um clérigo italiano, arcebispo católico romano e diplomata da Santa Sé.

## Biografia
Em 24 de junho de 1979, Leo Boccardi recebeu o sacramento da ordenação para a Diocese de Larino do Papa João Paulo II na Basílica de São Pedro. Ele recebeu seu doutorado em teologia católica.
Em 13 de junho de 1987, Leo Boccardi ingressou no serviço diplomático da Santa Sé. Trabalhou nas Nunciaturas Apostólicas em Uganda, Papua-Nova Guiné e Bélgica e na Secretaria de Estado. João Paulo II conferiu-lhe o título honorário de Capelão de Sua Santidade (Monsenhor) em 8 de janeiro de 1990. Em 17 de março de 2001, João Paulo II o nomeou Observador Permanente da Agência Internacional de Energia Atômica (AIEA), da Organização para a Segurança e Cooperação na Europa (OSCE), da Organização das Nações Unidas para o Desenvolvimento Industrial (UNIDO) e do Escritório das Nações Unidas em Viena.
Em 16 de janeiro de 2007, o Papa Bento XVI o nomeou arcebispo titular de Bitettum e o nomeou núncio apostólico no Sudão. Logo depois, em 30 de janeiro, o Papa Bento XVI o nomeou também Núncio Apostólico na Eritreia. Recebeu a consagração episcopal em 18 de março, do Cardeal Secretário de Estado Tarcisio Bertone, SDB no Santuário de São Pio da Pietrelcina em San Giovanni Rotondo; os co-consagradores foram o Secretário para as Relações com os Estados da Secretaria de Estado do Vaticano, Arcebispo Dominique Mamberti, e o Bispo de Termoli-Larino, Gianfranco De Luca.
Em 11 de julho de 2013, o Papa Francisco nomeou Boccardi Núncio Apostólico no Irã.
Após a morte de Qassem Soleimani no ataque aéreo ao Aeroporto Internacional de Bagdá em 2020, Boccardi apelou para que as tensões fossem reduzidas por negociações. Ele disse que todas as partes precisam "acreditar no diálogo, sabendo pelo que a história sempre ensinou, que a guerra e as armas" não resolvem os problemas que afligem o mundo. "Devemos acreditar na negociação".

Em 11 de março de 2021, o Papa Francisco o nomeou Núncio Apostólico no Japão. Ele se aposentou em 1 de setembro de 2023.